# Reggenza dei Monti Bintang
La reggenza dei Monti Bintang (in indonesiano: Kabupaten Pegunungan Bintang) o reggenza della Montagna Bintang, è una reggenza dell'Indonesia, situata nella provincia di Papua e dal 2022 in quella di Papua Pegunungan.